# Henrik Blichmann
Henrik Blichmann (4. september 1914 – 10. juli 1994) var en dansk jazzkomponist, -pianist og orkesterleder.
Henrik Blichmann var en af pionererne i dansk swingjazz. Han dannede sit første orkester i en alder af kun 20 år. Henrik Blichmanns Swing Band blev hurtigt populært og spillede ofte i direkte udsendelser på landsdækkende radio, bl.a. fra National Scala. Senere blev Henrik Blichmann især kendt for sine kompositioner, et virke han fortsatte til langt op i 1980'erne. I de daværende Lulu Ziegler-kabareter lancerede han numre som "Ved kajen" og "To mennesker", begge med tekst af Helge Kjærulff-Schmidt. Han var gift med skuespillerinden Tove Wallenstrøm.
Han er begravet på Garnisons Kirkegård.
- 1936
- 1937
- 1941